# Медіаційне застереження
Медіаційне застереження (англ. mediation clause) — це положення, яке включається до договору (цивільного, господарського, шлюбного та ін.) або іншого юридичного документа, що передбачає обов'язкове або факультативне використання медіації як першого кроку у вирішенні будь-яких спорів, що можуть виникнути між сторонами.
Медіаційне застереження також може бути включене і до трудового договору.
Зазвичай в договорі має таке формулювання: “У випадку виникнення будь-якого спору, що виникає з цього Договору або у зв'язку з ним, Сторони зобов'язуються протягом [кількість] календарних днів з моменту виникнення спору розпочати процедуру медіації відповідно до правил медіаційного центру \[Назва медіаційного центру]. Якщо спір не буде врегульовано шляхом медіації протягом [кількість] календарних днів з моменту початку процедури, будь-яка зі Сторін має право звернутися до суду або іншого компетентного органу.”

## Сутність та мета
Згода сторін на включення письмового медіаційного застереження до договору фіксує їхню домовленість про можливість застосування медіації у випадку майбутніх розбіжностей. Таке застереження може деталізувати такі аспекти:
- призначення медіатора;
- умови проведення медіаційної процедури (включаючи вибір місця);
- положення про Конфіденційність та збереження інформації, отриманої під час медіації;
- порядок її подальшого захисту;
- розподіл витрат;
- а також умови щодо обов'язковості досягнутих у медіації домовленостей.

Основна мета медіаційного застереження полягає у заохоченні сторін до пошуку взаємоприйнятного рішення шляхом переговорів за допомогою нейтрального посередника (медіатора) без звернення до судових або арбітражних інстанцій. Включення такого застереження має ряд значних переваг:
- Економія часу та коштів: при застосуванні медіації спір можна значно швидше та дешевше вирішити порівняно з судовим процесом.
- Збереження або відновлення відносин: на відміну від змагального характеру судових спорів, медіація спрямована на пошук компромісу, а тому дозволяє зберегти або відновити відносини між сторонами.
- Гнучкість рішень: медіація дозволяє сторонам знаходити рішення, які можуть виходити за межі того, що може запропонувати суд або арбітраж.

Наявність медіаційного застереження не позбавляє сторін права звернутися до суду для вирішення спору.

## Види медіаційних застережень
Медіаційні застереження можуть бути різними:
- Загальне застереження;
- Застереження про медіацію як факультативний спосіб розгляду спору;
- Застереження про медіацію, обмежену певним терміном[4][5].

## Юридична практика та застосування
Ефективність медіаційних застережень може варіюватися залежно від юрисдикції та конкретного формулювання застереження. У багатьох країнах суди визнають доцільність таких застережень та можуть відкладати розгляд справи, якщо сторони не спробували медіацію відповідно до умов договору.